# Sloothby
Sloothby – wieś w Anglii, w hrabstwie Lincolnshire, w dystrykcie East Lindsey. Leży 52 km na wschód od Lincoln i 191 km na północ od Londynu.